# Welcome 2 America
| Совокупная оценка   | Совокупная оценка |
| Источник            | Оценка            |
| ------------------- | ----------------- |
| AnyDecentMusic?     | 7.1/10            |
| Metacritic          | 75/100            |
| Оценки критиков     |                   |
| Источник            | Оценка            |
| AllMusic            | [ 5 ]             |
| The Daily Telegraph | [ 6 ]             |
| The A.V. Club       | A-                |
| The Guardian        | [ 7 ]             |
| The Independent     | [ 8 ]             |
| PopMatters          | 7/10              |
| NME                 | [ 10 ]            |
| Pitchfork           | 6.2/10            |
| Rolling Stone       | [ 12 ]            |

Welcome 2 America (с англ. — «Добро пожаловать в Америку») — сороковой студийный альбом американского певца Принса, выпущенный посмертно 21 июля 2021 года на лейбле NPG Records. Был записан в 2010 году при подготовке одноимённого концертного тура и является первым посмертным альбомом Принса полностью из нового материала.

## История создания
Создание альбома началось в 2008 году, когда Принс связался с гитаристкой Тэл Вилкенфелд и предложил сотрудничество. На тот момент она была почти новичком в музыкальной индустрии и, естественно, была весьма удивлена звонку Принса. Тот, в свою очередь, признался ей, что часто пересматривает её записи с YouTube. Он стал приглашать её на вечеринки к себе домой, где лично для неё вместе со своей группой играл концерты,  а потом ездил с ней на лимузине.
Через год Принс снова связался с Тэл и предложил создать трио, попросив её найти для них барабанщика. Они сошлись на Крисе Коулмане, и в конце 2009 новоиспечённая группа впервые вылетела в Лос-Анджелес в поместье Принса, Пейнсли Парк. В марте 2010 Тэл впервые начала там импровизировать со звуками. При этом она подчеркнула, что Принц не задавал ей никакого конкретного направления, даже не показывал тексты, и им словно приходилось угадывать его намерения. Из этих импровизаций и вырос Welcome 2 America.
Причины, по которым альбом откладывался целых 11 лет, остаются неизвестными. Даже участники записи задаются этим вопросом. Клавишник Моррис Хейс предполагает, что Принс не был готов представить альбом из-за отсутствия уверенности в том, что участники записи смогут отправиться вместе с ним в тур в его поддержку.

## Список композиций
Слова и музыка всех песен — Принс, за исключением отмеченных.
| №                   | Название                               | Автор(ы)              | Длительность |
| ------------------- | -------------------------------------- | --------------------- | ------------ |
| 1.                  | «Welcome 2 America»                    |                       | 5:23         |
| 2.                  | «Running Game (Son of a Slave Master)» |                       | 4:05         |
| 3.                  | «Born 2 Die»                           |                       | 5:03         |
| 4.                  | «1000 Light Years from Here»           |                       | 5:46         |
| 5.                  | «Hot Summer»                           |                       | 3:32         |
| 6.                  | «Stand Up and B Strong»                | Dave Pirner           | 5:18         |
| 7.                  | «Check the Record»                     |                       | 3:28         |
| 8.                  | «Same Page, Different Book»            | Prince Shelby Johnson | 4:41         |
| 9.                  | «When She Comes»                       |                       | 4:46         |
| 10.                 | «1010 (Rin Tin Tin)»                   |                       | 4:42         |
| 11.                 | «Yes»                                  |                       | 2:56         |
| 12.                 | «One Day We Will All B Free»           |                       | 4:41         |
| Общая длительность: | Общая длительность:                    | Общая длительность:   | 54:21        |

## Отзывы
В целом, альбом получил положительные отзывы критиков. На Metacritic его рейтинг составляет 75 баллов из 100 на основе 15 рецензий, подразумевая «в целом благоприятные отзывы». Критик Джон Парелес особо отметил, что темы альбом в 2020-е годы стали как никогда актуальны, и тексты Принса звучат не как пессимизм, а как констатация факта.